# 朱綬 (清朝)
朱綬（?—?），贵州贵阳人，清朝政治人物、同進士出身。
乾隆十六年（1751年）辛未科進士，三甲一百二十六名，官浙江龍泉縣知縣。